# Расулов, Аминджон Файзиматович
Аминджан Файзиматович Расулов (тадж. Аминҷон Файзиматович Расулов; 25 марта 1922, Ходжент — 6 января 1997, Худжанд, Таджикистан) — советский государственный и партийный деятель, депутат Верховного Совета Таджикской ССР.

## Биография
Расулов Аминджан Файзиматович родился 25 марта 1922 года в Ходженте.
Председатель Ленинабадского городского исполнительного комитета в 1971—1985 годах, председатель
Курган-Тюбинского городского исполнительного комитета в 1967—1971 годах, председатель комитета партийно-государственного контроля города Ленинабада в 1965—1967 годах.  
В годы руководство в городе созданы такие сооружения как: самый высокий памятник В. И. Ленину в ЦА (1974), гостиница «Ленинобод» (1976), Детская областная библиотека (1977), Платочная фабрика (1979), был построен уникальный в Центральной Азии Планетарий в центре города Худжанда (1980), Филиал Политехнического Института (1980), Учебный корпус Худжандскому Государственному Университету имени академика Б.Гафурова (1982), Областная больница (1982), Областная библиотека имени Т. Асири (1991), жилые комплексы 18-19мкр. (1971—1980), 27-28мкр. (1987), 8-12-13мкр. (1983—1986), составлена и издана книга-альбом «Ленинабад-2500 летие» (1986), новый «Юбилейный» мост (1986). Худжандский филиал Академии наук Республики Таджикистана, была построена по его инициативе и поддержке руководства республики.

## Награды
- Орден Отечественной войны II степени (21.02.1987[1])
- Орден Трудового Красного Знамени
- 2 ордена Знак Почета
- Орден Дружбы народов
- Многочисленные медали
- Заслуженный деятель культуры Таджикистана

## Память
В честь Аминджана Расулова названа улица в городе Худжанде. На бывшем здании городского исполнительного комитета города Худжанда (ныне факультет искусства Худжандского Государственного Университета им. Б.Гафурова) находится памятная доска в честь государственного деятеля.